# Leptophoxus
Leptophoxus är ett släkte av kräftdjur. Leptophoxus ingår i familjen Phoxocephalidae.
Kladogram enligt Catalogue of Life och Dyntaxa:
| Leptophoxus | \| \| Leptophoxus falcatus \| \| \| \| \| \| Leptophoxus icelus \| \| \| \| |
|             | \| \| Leptophoxus falcatus \| \| \| \| \| \| Leptophoxus icelus \| \| \| \| |
|             | Leptophoxus falcatus                                                        |
|             |                                                                             |
|             | Leptophoxus icelus                                                          |
|             |                                                                             |